# Grzegorz Głowania
Grzegorz Głowania, né le 30 septembre 1956 à Katowice, est un patineur artistique polonais. Il est quadruple champion de Pologne en 1976, 1977, 1978 et 1980.

## Biographie

### Carrière sportive
Grzegorz Głowania représente le KKŁ Katowice. Il est quadruple champion de Pologne en 1976, 1977, 1978 et 1980.
Il représente son pays à quatre championnats européens (1976 à Genève, 1977 à Helsinki, 1978 à Strasbourg et 1979 à Zagreb) et un mondial  (1976 à Göteborg). Il ne participe pas aux Jeux olympiques d'hiver.
Il arrête les compétitions sportives en 1983.

## Palmarès
| Compétitions principales | 1976    | 1977    | 1978    | 1979    | 1980    |  |  |  |  |  |  |  |  |  |
| Jeux olympiques d'hiver  |         |         |         |         |         |  |  |  |  |  |  |  |  |  |
| Championnats du monde    | 15e     |         |         |         |         |  |  |  |  |  |  |  |  |  |
| Championnats d'Europe    | 15e     | 12e     | 11e     | 14e     |         |  |  |  |  |  |  |  |  |  |
| Championnats de Pologne  | 1er     | 1er     | 1er     |         | 1er     |  |  |  |  |  |  |  |  |  |
|                          |         |         |         |         |         |  |  |  |  |  |  |  |  |  |
| Autres compétitions      | 1975/76 | 1976/77 | 1977/78 | 1978/79 | 1979/80 |  |  |  |  |  |  |  |  |  |
| Skate Canada             |         | 12e     | 9e      | 9e      |         |  |  |  |  |  |  |  |  |  |
| Moscou Skate             |         |         |         |         | 5e      |  |  |  |  |  |  |  |  |  |
|                          |         |         |         |         |         |  |  |  |  |  |  |  |  |  |